# Joachim I. von Alvensleben

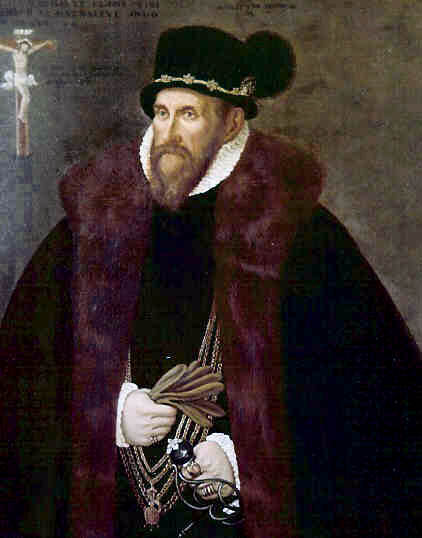
Joachim I. von Alvensleben, 1564

Joachim I. von Alvensleben (* 7. April 1514 in Hundisburg; † 12. Februar 1588 in Alvensleben) war Burgherr in Erxleben, Gelehrter und Reformator.

## Leben
Er entstammte der niederdeutschen Adelsfamilie von Alvensleben und war der zweite Sohn des Landeshauptmanns Gebhard XVII. von Alvensleben († 1541) und der Fredeke von Wenden († 1551) und jüngerer Bruder von Ludolf X. von Alvensleben. Bereits 1526, d. h. mit zwölf Jahren bezog er die Universität in Leipzig, wechselte 1534 an die Universität Wittenberg, wo er auch Martin Luther hörte, und setzte die Studien 1538 in Padua und Paris fort, bis ihn der Tod seines Vaters 1541 in die Heimat zurückrief. Ziel dieser umfassenden wissenschaftlichen Ausbildung war, die Voraussetzungen für eine Nachfolge seines Onkels Busso X. von Alvensleben als Bischof von Havelberg zu schaffen.
1544 trat er zunächst als erzbischöflich magdeburgischer Hofrat in den Dienst von Kardinal Albrecht von Brandenburg. Bereits 1546 legte er dieses Amt aber nieder und bekannte sich zur Augsburger Konfession, blieb jedoch brandenburgischer Geheimer Rat. Nach der Niederlage der Lutheraner im Schmalkaldischen Krieg 1547 gegen Kaiser Karl V. verhandelte Joachim im Auftrag der magdeburgischen Landstände mit dem Kaiser und Herzog Alba in Augsburg. Als 1548 auf Geheiß des Kaisers das „Augsburger Interim“ eingeführt werden sollte, lehnte er diese kaiserliche Religionsformel zusammen mit einigen gleichgesinnten Freunden und den Abgeordneten der Stadt Halle auf den Landtagen in Staßfurt und Aschersleben ab.
Neben der Verwaltung seiner Güter widmete er sich den Wissenschaften, sammelte den Kernbestand der Alvensleben’schen Lehnsbibliothek, die als bedeutende Sammlung frühhumanistischer Werke noch heute besteht und er stand im Briefwechsel mit führenden protestantischen Theologen und Rechtsgelehrten. Wegen seiner hohen Bildung erhielt er den Beinamen „Miraculum Saxoniae“. Bei Cyriacus Edinus und Marcus Wagner (um 1527–1597) gab er Geschichtswerke in Auftrag. Sein Wahlspruch lautete in Anlehnung an Seneca: Vita sine literis mors est et viri homines sepultura (Ein Leben ohne Wissenschaften bedeutet Tod und Lebendigbegrabensein), den er über der Tür seines Schlafgemachs anbringen ließ. In Erxleben ließ er eine Lateinschule und ein Spital errichten. Ähnlich humanistisch gebildete Landadlige und Sammler großer Bibliotheken waren sein Zeitgenosse Heinrich Rantzau und der zwei Generationen später wirkende Ludolf von Münchhausen.

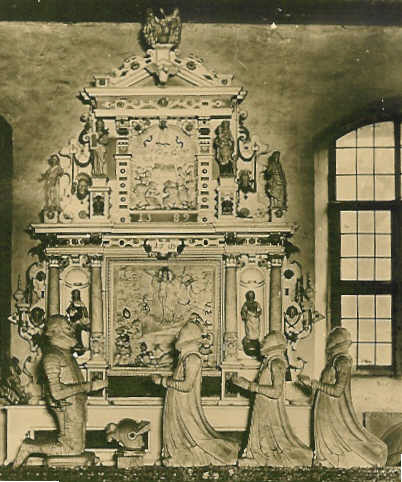
Grabmal von Joachim I. von Alvensleben und seinen drei Frauen in der Schlosskapelle in Erxleben

Seine in Druck erschienene Leichenpredigt hielt 1588 der Pfarrer Andreas Schoppius in Erxleben.

## Glaubensbekenntnis
Da die lutherische Kirche nach dem Tode Luthers (1546) in verschiedene Richtungen aufgespalten war, die sich zeitweise erbittert bekämpften, ließen Joachim von Alvensleben und sein Schwager Andreas von Meyendorf für den eigenen Einfluss- und Verantwortungsbereich ein umfangreiches Glaubensbekenntnis schreiben und durch die führenden Theologen der Zeit bestätigen. Zu ihnen gehörten Johannes Aurifaber, Martin Chemnitz, Tilemann Heßhusen, Christoph Irenäus, Timotheus Kirchner, Joachim Mörlin, Simon Musäus, Bartholomäus Rosinus, Cyriacus Spangenberg und Johann Wigand. Letzterer war auch der Verfasser der Schrift. Sie kam zunächst (1563/66) ohne Nennung seines Namens in Umlauf. 1582 ließ Wigand sie unter eigenen Namen in Jena drucken. Als sich die protestantischen Parteien im Jahre 1577 schließlich auf die sogenannte Konkordienformel einigten, wurde dies von ihm nachdrücklich unterstützt.

## Grabmal
Joachim war dreimal verheiratet, (1) mit Anna von Bartensleben, (2) mit Kunigunde von Münchhausen und (3) mit Margaretha von der Asseburg, und hatte neunzehn Kinder, von denen ihn aber nur elf überlebten. Sein von dem Braunschweiger Bildhauer Jürgen Röttger geschaffenes Grabdenkmal befindet sich in der Schlosskapelle in Erxleben. Es zeigt ihn in Lebensgröße kniend gegenüber seinen drei Frauen.

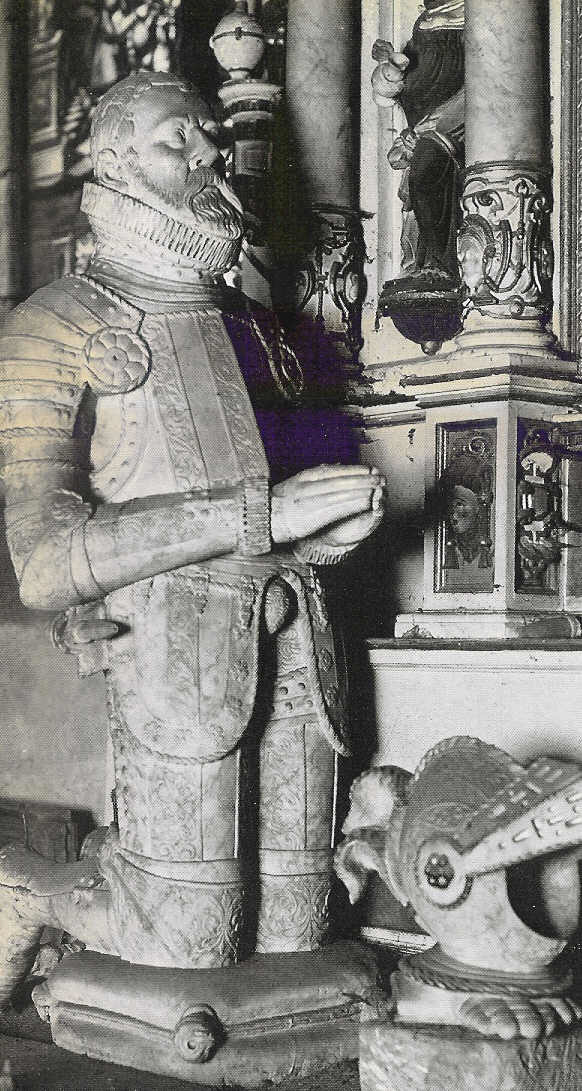
Grabdenkmal von Joachim I. von Alvensleben, Schlosskapelle Erxleben